# Cercocebus lunulatus
« Cercocèbe à col blanc » redirige ici. Pour l'espèce appelée Cercocèbe à collier blanc, voir Cercocebus torquatus.
Espèce
Synonymes
- Cercocebus atys lunulatus Temminck, 1853[1]
- Cercocebus torquatus lunulatus (Temminick, 1853)[2]
- Cercopithecus lunnulatus Temminck, 1853[3]

Statut de conservation UICN

 EN A2cd : En danger
Cercocebus lunulatus, communément appelé Mangabey couronné,,, Cercocèbe couronné ou Cercocèbe à col blanc, est une espèce de Primates de la famille des Cercopithecidés, parfois considérée comme n'étant qu'une sous-espèce de Cercocèbe. On rencontre ce singe en Afrique de l'Ouest où il est en danger de disparition.

## Répartition et habitat
Cette espèce est présente au Burkina Faso, en Côte d'Ivoire et au Ghana. Elle vit dans la forêt primaire et secondaire ainsi que dans la mangrove.

## Classification
Ce cercocèbe est parfois considéré comme une sous-espèce de Cercocebus atys, ou de Cercocebus torquatus.